# Теректы (Каркаралинский район)
Теректы (каз. Теректі) — село в Каркаралинском районе Карагандинской области Казахстана. Административный центр Шарыктинского сельского округа. Код КАТО — 354887100.

## Население
В 1999 году население села составляло 1231 человек (631 мужчина и 600 женщин). По данным переписи 2009 года в селе проживало 639 человек (329 мужчин и 310 женщин).